# Peter Kam
Peter Kam (né en 1961 à Hong Kong) est un compositeur chinois qui a gagné l'Ours d'argent de la meilleure musique de film pour la musique du film Isabella à la Berlinale de 2006.
Peter Kam a étudié la musique à l'université d'État de San Francisco puis la composition à la Dick Grove School of Music. C'est d'abord en tant que compositeur de musique de film qu'il est connu, notamment pour les bandes musicales de Les Seigneurs de la guerre, Espion amateur, Mister Cool et Isabella. Il a été récompensé quatre fois au Hong Kong Film Awards.

## Filmographie
- 1996 : Banana Club
- 1997 : Downtown Torpedos
- 1997 : Legacy of Rage
- 1997 : Mister Cool
- 1999 : Gen-X-Cops
- 1999 : Purple Storm - Ein tödlicher Auftrag
- 1999 : Fly Me To Polaris
- 2000 : Tokyo Raiders
- 2001 : Para Para Sakura
- 2001 : Espion amateur
- 2001 : You Shoot, I Shoot
- 2002 : 3 Extremes II
- 2002 : Golden Chicken
- 2003 : Golden Chicken 2
- 2003 : Turn Left, Turn Right
- 2003 : Men Suddenly in Black
- 2003 : Hidden Track
- 2004 : Rooster
- 2004 : Throw Down
- 2004 : One Night in Mangkok
- 2005 : House of Fury
- 2005 : Wait 'Til You're Older
- 2005 : 2 Young
- 2005 : Drink-Drank-Drunk
- 2005 : Childrens Dream Romance
- 2005 : Perhaps Love
- 2006 : Silk
- 2006 : Isabella
- 2007 : Protégé
- 2007 : The Warlords
- 2007 : Trivial Matter
- 2009 : Shinjuku Incident
- 2009 : Bodyguards and Assassins
- 2010 : Reign of Assassins
- 2010 : Shooters
- 2010 : Détective Dee  : Le Mystère de la flamme fantôme
- 2010 : Lover's Discourse
- 2011 : Legend of a Rabbit
- 2013 : Inferno
- 2013 : Firestorm
- 2019 : A Witness Out of the Blue

## Distinctions
- 2000: Meilleure musique originale de film, Hong Kong Film Awards, pour Fly Me to Polaris
- 2004: Meilleure musique originale de film, Hong Kong Film Awards pour Lost in Time
- 2006: Meilleure musique originale de film, Hong Kong Film Awards, pour Perhaps Love
- 2006: Meilleure musique originale de film, Hong Kong Film Awards, pour Perhaps Love
- 2006: Meilleure musique de film, Asia-Pacific Film Festival, pour Perhaps Love
- 2006: Meilleure musique de film (Silberner Bär), Berlinale, pour Isabella
- 2010: Meilleure musique originale de film, Hong Kong Film Awards, pour Bodyguards and Assassins

## Nominations
- 1997: Beste Original Filmmusik, Hong Kong Film Awards, pour Downtown Torpedos
- 2000: Beste Original Filmmusik, Hong Kong Film Awards, pour Purple Storm - Ein tödlicher Auftrag
- 2000: Bester Original Film Song, Hong Kong Film Awards, pour Fly Me to Polaris
- 2001: Beste Original Filmmusik, Hong Kong Film Awards, pour Tokyo Raiders
- 2002: Bester Original Film Song, Hong Kong Film Awards, pour Para Para Sakura
- 2003: Beste Original Filmmusik, Hong Kong Film Awards, pour 3 Extremes II
- 2003: Beste Original Filmmusik, Golden Horse Film Festival, pour Men Suddenly in Black
- 2004: Bester Original Film Song, Hong Kong Film Awards, pour Turn Left, Turn Right
- 2004: Bester Original Film Song, Hong Kong Film Awards, pour Lost in Time
- 2005: Beste Original Filmmusik, Hong Kong Film Awards, pour One Night in Mangkok
- 2006: Beste Original Filmmusik, Hong Kong Film Awards, pour Wait 'Til You're Older
- 2006: Beste Original Filmmusik, Golden Horse Film Festival, Silk
- 2006: Beste Original Filmmusik, Golden Horse Film Festival, pour Perhaps Love
- 2007: Beste Original Filmmusik, Hong Kong Film Awards, pour Isabella
- 2007: Bester Komponist, Asian Film Awards, pour Isabella
- 2008: Beste Original Filmmusik, Hong Kong Film Awards, pour Protégé
- 2008: Bester Original Film Song, Hong Kong Film Awards, pour The Warlords
- 2011: Beste Original Filmmusik, Hong Kong Film Awards, pour Detective Dee und das Geheimnis der Phantomflammen
- 2011: Beste Original Filmmusik, Hong Kong Film Awards, pour Reign of Assassins